# 路口古墓
路口古墓，又称后路口古墓，是位于中国山东省泰安市东平县东平街道后路村的汉代古墓葬，1985年入选东平县第一批文物保护单位。
路口古墓封土堆高约5米，直径约40米，由灰褐土筑造，封土有部分遭到破坏，出土有铜镜、五铢钱、灰陶壶等器件。